# Нурсагатов, Нурбол Тулегенович
Нурбол Тулегенович Нурсагатов (каз. Нұрбол Төлегенұлы Нұрсағатов) — казахстанский государственный и политический деятель. Аким города Семея (2022—2024).

## Биография
Родился 29 сентября 1981 года в Восточно-Казахстанской области.

### Образование
В 2003 году окончил Карагандинский государственный университет им. Е. А. Букетова по специальности «экономист-менеджер».
В 2005 году окончил Казахский автомобильно-дорожный университет им. Л. В. Гочарова по специальности «инженер».

### Трудовая деятельность
В 2004—2005 гг. — ведущий специалист, главный специалист Комитета строительства Министерства индустрии и торговли Республики Казахстан.
В 2005—2008 гг. — главный специалист, руководитель отдела, заместитель директора Управления государственного архитектурно-строительного контроля акимата города Астаны.
В 2008—2011 гг. — заместитель руководителя Управления строительства акимата города Астаны.
В 2011—2012 гг. — заместитель председателя Комитета по водным ресурсам Министерства сельского хозяйства Республики Казахстан.
С 2014 по 2019 годы работал руководителем Управления транспорта и автомобильных дорог акимата Восточно-Казахстанской области, Управления строительства акимата города Алматы и Управления охраны окружающей среды акимата города Нур-Султан.
В 2020—2021 гг. — аким района «Байконур» города Нур-Султан.
В 2021—2022 гг. — аким района «Алматы» города Нур-Султан.
С июля по октябрь 2022 года — заместитель акима Абайской области.
В 2022—2024 гг. — аким города Семея.

## Награды
- Медаль «Ерең еңбегі үшін» (2016)[3].
- Нагрудный знак «Құрметті құрылысшы» (2016)[3].
- Орден «Құрмет» (2021)[3].

## Семья
Женат, воспитывает троих детей.